# Петровы в гриппе и вокруг него
«Петровы в гриппе и вокруг него» — второй роман уральского писателя Алексея Сальникова. Опубликован в журнале «Волга» в 2016 году. В следующем году вышел отдельной книгой (издательство «АСТ»). Удостоен приза критического жюри литературной премии НОС (2017) и премии «Национальный бестселлер» (2018). Роман переведён на несколько иностранных языков.

## Содержание
В декабре 2007 года, накануне Нового года, 28-летний автослесарь Петров заболевает гриппом. За ним заболевают жена и сын младшего школьного возраста. Когда сына ведут на ёлку в театр юного зрителя, Петров предаётся воспоминаниям о советском детстве — о том, как он взял за руку ледяную Снегурочку с неестественно белым лицом. Девушке Марине, изображавшей Снегурочку, он показался тогда очень похожим на любовника Игоря, от которого она ждала ребёнка.
Игорь — неотразимый трикстер, связующий миры живых и мёртвых. Когда он встречается с заболевшим автослесарем в общественном транспорте, вся жизнь Петровых переворачивается вверх тормашками, и становится всё труднее понять, где реальность, а где — гриппозная галлюцинация. С ними начинают происходить совершенно немыслимые в повседневной жизни вещи.
Роман, построенный на использовании несобственно-прямой речи, продолжает модернистскую литературную традицию совмещения двух планов повествования — фабульного реалистического и глубинного мифологического. На поверхностном уровне история рассказывает о событиях в жизни семьи автослесаря Петрова, как текущих, так и хронологически отстоящих от настоящего времени. На глубинном же уровне текста обнаруживаются многочисленные аллюзии к древним танатологическим и другим мифам, в частности, об Аиде и Персефоне.

### Персонажи
- Петров старший — автослесарь, автор комиксов
- Нурлыниса Петрова — бывшая жена Петрова, библиотекарь
- Петров младший — восьмилетний сын Петровых
- Артюхин Игорь Дмитриевич (инициалы АИД) — сосед Петрова по даче, случайный знакомый
- Сергей — друг и одноклассник Петрова, позднее студент филфака и начинающий писатель
- Марина — исполняет роль Снегурочки на ёлке в детстве Петрова старшего

## Реакция
Роман Сальникова, будучи размещён в открытом доступе, имел такой успех у читателей, что был издан отдельной книгой и стал бестселлером. Мнения литературных критиков разделились. Восторженно отозвалась о нём Галина Юзефович («выдающийся текст и настоящий читательский праздник»), отметившая, впрочем, «ужасающую многословность»: «если герой заходит в подъезд, то описание его пути до квартиры может занять добрый десяток страниц». Крайне негативно воспринял книгу Николай Александров («четырёхсотстраничный гомогенный кошмар… аморфный, бессюжетный, монотонный, равнодушный к мысли и языку»). Анна Наринская увидела сильную сторону книги в «гриппозном ощущении размягчения и взвинченности одновременно». Литературовед Олег Демидов уподобил происходящее с семейством Петровых наркотическому трипу. «Учительская газета» отметила сходство эстетики Сальникова с магическим реализмом. Ольга Погодина-Кузмина выделила сильное начало, обещающее «макабрическое путешествие по кругам провинциального житья», одобрила «искры абсурдного остроумия и метких метафор», однако выразила неудовлетворение книгой в целом. Отсутствие «осмысленной развязки» не устроило и Евгения Ермолина («Знамя»), который назвал роман «прозой ни о чём». Рецензент журнала «Прочтение» посетовал, что, описывая «пустую жизнь человека с распространённой фамилией», автор увлёкся «чернушкой».
Константин Мильчин приветствовал «самый неожиданный роман года» как редкий образец современной литературы, где среднестатистические россияне могут узнать себя и привычные им бытовые реалии, которые, как следует из книги, «полны чудес, скелетов в шкафу, смешного, страшного, величественного, неизведанного, потрясающего»: «В повседневности есть волшебство. В троллейбусе есть загадка. В улице, по которой ты ходишь каждый день и которую ты искренне ненавидишь именно за то, что ходишь по ней каждый день, есть тайна». Также Мильчин отвергает обвинения книги в бессюжетности: «Здесь есть сюжет, за которым нужно очень внимательно следить, потому что действие закольцовано и про одни и те же эпизоды нам здесь расскажут глазами разных очевидцев, а незначительные детали вдруг окажутся ключевыми для истории».

## Адаптации
В 2019 году режиссёр Кирилл Серебренников снял по роману фильм «Петровы в гриппе», который был представлен в конкурсной программе Каннского кинофестиваля 2021 года. В прокат фильм вышел в сентябре 2021 года. Также по мотивам романа поставлены спектакли:
- в Центре современной драматургии (г. Екатеринбург), режиссёр Антон Бутаков, премьера 15 ноября 2019 года;
- в Гоголь-центре (г. Москва), режиссёр Антон Фёдоров, премьера 17 января 2020 года[13];
- Саратовский театр драмы (г. Саратов).

## Переводы на иностранные языки
- Petrovi u gripu i oko njega (2019, сербский, LOM)
- Petrovid gripi küüsis (2019, эстонский)
- U Petrovových řádí chřipka (2020, чешский, Paseka)
- La febbre dei Petrov e altri accidenti (2020, итал., Brioschi)
- Les Petrov, la Grippe, etc. (2020, франц., Des Syrtes)
- Петрови в грипа и около него (2020, болгарский)
- Petrovii în vremea gripei (2021, румынский)
- De Petrovs en de griep (2025, нидерландский)